# 역사사회학
역사사회학(歷史社會學, Historical sociology)는 과거를 이해하고 시간의 흐름에 따라 사회가 어떻게 변화해갔는지, 그것이 어떻게 현재에 영향을 미치는지 밝히기 위해 사회학과 역사학의 관점을 학제적으로 종합한 학문이다. 상호보완적 비교 분석을 통해, 개별적인 역사적 사건들이 사회적 변화와 어떻게 관계지어지는지 규명한다. 사회학과 역사학 간의 학제적 접근들은 두 학문과의 거리에 따라 역사사회학과 사회사 사이에 위치한다.

## 참고 문헌
- 강진연 외 (2016). 《사회사/역사사회학》. 다산출판사. ISBN 9788971105139.

## 같이 보기
- 사회사